# Skype Translator
Skype Translator — приложение для перевода речи в речь, разработанное Skype, которое с 2018 года работает как подразделение Microsoft. Предварительный просмотр Skype Translator был доступен для общественности с 15 декабря 2015 года. Skype Translator доступен как отдельное приложение и, начиная с октября 2015 года, интегрирован в настольное приложение Skype для Windows.
Skype Translator был создан на основе разработок в области глубокого обучения нейронных сетей для распознавания речи и технологии нейронного машинного перевода Microsoft Translator. Пользователи общаются на своих родных языках, и речь переводится с одного языка на другой «почти в режиме реального времени», а выходной перевод представляется с помощью компьютерного синтеза речи. Текущая версия поддерживает перевод речи на 42 языка, среди которых английский, французский, немецкий, китайский, итальянский, испанский, португальский, арабский, японский, украинский и русский языки.
Приложение также содержит текстовую расшифровку произносимых фраз на языке оригинала на экране вместе с переводом. Кроме того, Skype Translator поддерживает Skype Instant Message, который может переводить мгновенные сообщения пользователей на более чем 70 языков, поддерживаемых Microsoft Translator.
В октябре 2015 года Skype Translator был интегрирован в Skype для систем Windows. Эта функция доступна пользователям после автоматического обновления приложения.